# Que Assim Seja (álbum de Cidade Negra)
Que Assim Seja é o oitavo álbum de estúdio da banda brasileira Cidade Negra. O álbum foi produzido por Nilo Romero e lançado em 2010 de forma independente. Trata-se do primeiro álbum da banda após a nova formação com a saída de Toni Garrido. A nova formação conta com Alexandre Massau como o novo vocalista, ex-integrante das bandas Preto Massa e Berimbrown.

## Faixas
1. "Gesto Original"
2. "Pout Pourri: Na Onda do Jornal e Espera Amor"
3. "Que Assim Seja"
4. "Quem Diz Que Homem Não Chora"
5. "Vem Morar Comigo"
6. "Porta da Favela"
7. "Um Novo Dia"
8. "Kaya Babilônia"
9. "Sol de Verão"
10. "O Perfume"
11. "Deixa Levar"
12. "O Verdadeiro Poder"